# Remus Lupos
Remus Johannes Lupos (Engels: Remus John Lupin) is een personage in de serie boeken rond Harry Potter van de Engelse schrijfster J.K. Rowling.
Lupos is in Harry's derde jaar de leraar Verweer tegen de Zwarte Kunsten en hij is degene die Harry leert een Patronus op te roepen om zich te beschermen tegen de Dementors. Lupos is echter ook een weerwolf, gebeten door de dooddoener Fenrir Vaalhaar, waardoor hij moeilijk werk kan vinden door de vooroordelen die in de tovenaarswereld heersen. In zijn tijd als leraar op Zweinstein maakte Professor Sneep Wolfwortelsdrank voor hem. Wolfwortelsdrank is een drank die ervoor zorgt dat een weerwolf nauwelijks last heeft van de volle maan. Wel zorgt Sneep ervoor dat mensen erachter komen dat Remus een Weerwolf is, zodat hij vroegtijdig van school moet vertrekken. Remus Lupos behoorde samen met Peter Pippeling en Sirius Zwarts tot de vaste vriendenkring van James Potter, de vader van Harry Potter.

## Lupos' jeugd

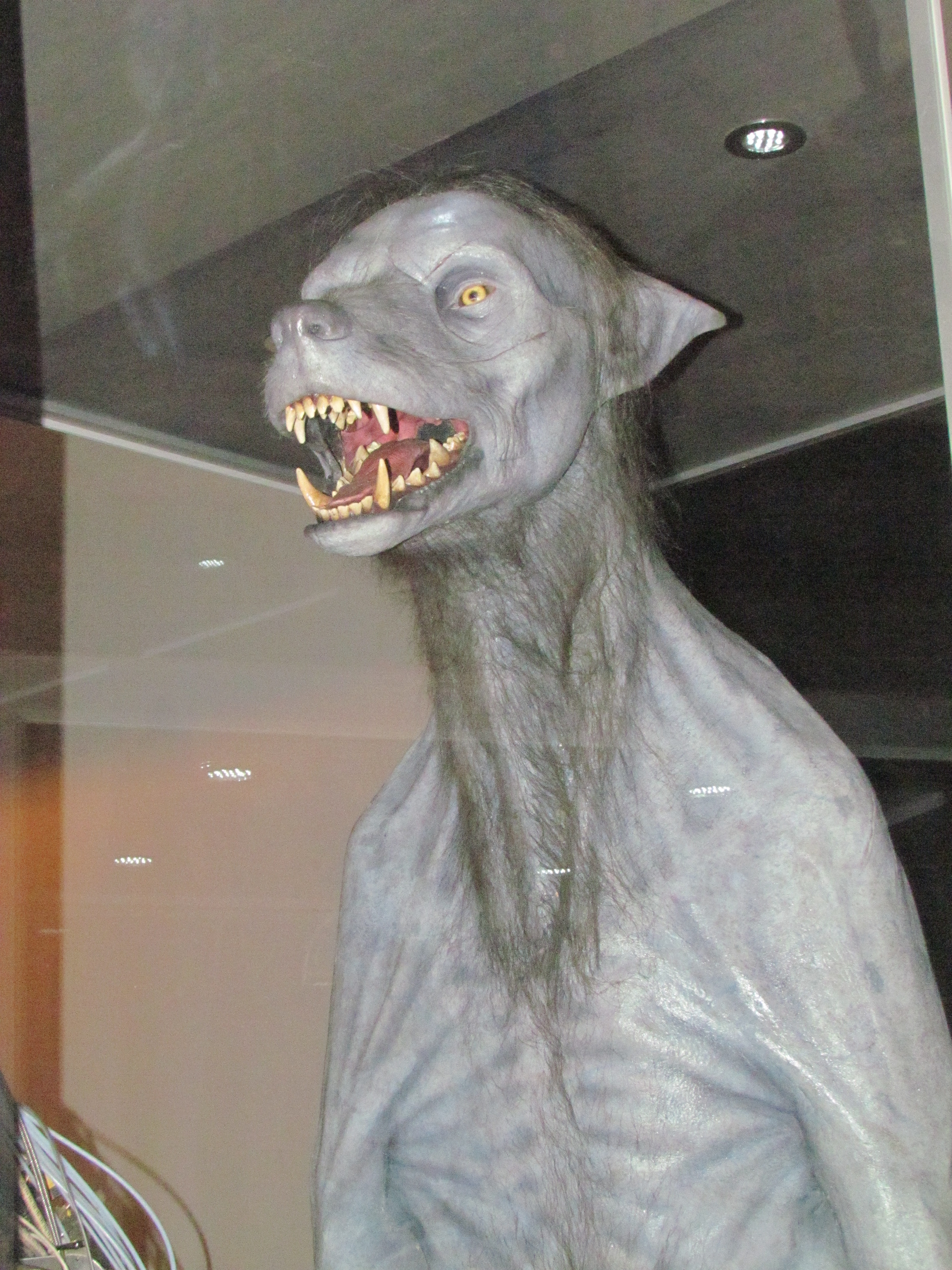
Lupos als weerwolf

Als jongen werd Lupos gebeten door de weerwolf Fenrir Vaalhaar, met als resultaat dat hij zelf een weerwolf werd. Dit zorgde ervoor dat hij niet naar school kon; het was immers veel te gevaarlijk voor de andere studenten als hij iedere maand veranderde in een weerwolf. Maar toen werd Albus Perkamentus hoofd van Zweinstein en hij gaf Lupos een kans. Hij liet het Krijsende Krot bouwen en liet een geheime gang naar Zweinstein graven. Boven de ingang van deze gang werd de Beukwilg geplant, zodat niemand dichtbij kon komen. Iedere maand werd Lupos dan door madame Plijster naar het Krijsende Krot gebracht waar hij transformeerde tot weerwolf, maar niemand kwaad kon doen, omdat er eenvoudigweg niemand was.
Op Zweinstein maakte Lupos ook vrienden. Zo won hij al snel de vriendschap van James Potter, Sirius Zwarts en Peter Pippeling. Lupos was vreselijk bang dat zijn vrienden achter zijn geheim zouden komen, om hem vervolgens in de steek te laten. Uiteindelijk kwamen zijn vrienden toch achter zijn ware aard, maar lieten hem niet in de steek. Om Lupos te helpen, besloot het drietal Faunaat te worden, zodat ze Lupos tijdens volle maan konden vergezellen. Een weerwolf is namelijk niet gevaarlijk voor dieren maar wel voor mensen. Om voor de hand liggende redenen noemden Lupos' vrienden hem ook wel Maanling.

## Werk voor de Orde
Lupos was lid van de oorspronkelijke Orde van de Feniks. Hij was een van Ordeleden die op het Departement van Mystificatie aanwezig was, toen Harry probeerde de Profetie te bemachtigen en te maken kreeg met Dooddoeners.
In het zesde boek zit hij een groot deel van de tijd ondergedoken bij andere weerwolven als spion. Bijna alle weerwolven staan namelijk aan de kant van Voldemort.
Hij is ook aanwezig bij de Slag om Zweinstein.

## Zijn dood
In het zesde boek wordt duidelijk dat de Schouwer Nymphadora Tops verliefd is op Remus. Maar Remus is terughoudend om een relatie met haar te beginnen omdat hij een weerwolf is, en omdat hij twaalf jaar ouder is dan zij. Hierdoor raakt Tops dusdanig geëmotioneerd dat ze zichzelf niet meer naar believen kan transformeren. Haar Patronus verandert zelfs, wat erg ongebruikelijk is. Op het einde van het boek krijgen Lupos en Tops echter toch een relatie.
Remus en Nymphadora trouwen in 1997. Ze krijgen begin 1998 een zoontje, Teddy. Vlak voor de zomer van 1998 komt Lupos om het leven tijdens de Slag om Zweinstein, in gevecht tegen Voldemort. Ook Tops komt om het leven tijdens dit gevecht. Harry Potter is de peetoom van Teddy, maar hij wordt opgevoed bij zijn grootmoeder Andromeda Tops.
Lupos is achtendertig jaar wanneer hij sterft. Hij is gedood door Antonin Dolochov.

## Trivia
- De wetenschappelijke naam voor wolf is Canis lupus. Remus was samen met zijn tweelingbroer Romulus opgevoed door wolven en zij werden later de stichters van Rome. Om die reden dachten veel mensen dat Remus een tweelingbroer heeft. Dit is echter ontkracht door Joanne Rowling. Echter, in deel 7 is de schuilnaam van Remus op het geheime radionetwerk van de Orde van de Feniks 'Romulus'.
- De Boeman van Lupos is een volle maan, want omdat hij een weerwolf is, is hij bang om te transformeren en dat gebeurt bij volle maan.
- Lupos is een van de makers van de Sluipwegwijzer.

## Familie Tops
| Cygnus Zwarts | Cygnus Zwarts | Cygnus Zwarts | Cygnus Zwarts | Cygnus Zwarts    | Cygnus Zwarts    |                  |                  | Druella Roselier | Druella Roselier | Druella Roselier | Druella Roselier | Druella Roselier | Druella Roselier |          |          |             |             |             |             |             |             |
| Cygnus Zwarts | Cygnus Zwarts | Cygnus Zwarts | Cygnus Zwarts | Cygnus Zwarts    | Cygnus Zwarts    |                  |                  | Druella Roselier | Druella Roselier | Druella Roselier | Druella Roselier | Druella Roselier | Druella Roselier |          |          |             |             |             |             |             |             |
|               |               |               |               |                  |                  |                  |                  |                  |                  |                  |                  |                  |                  |          |          |             |             |             |             |             |             |
|               |               |               |               | Andromeda Zwarts | Andromeda Zwarts | Andromeda Zwarts | Andromeda Zwarts | Andromeda Zwarts | Andromeda Zwarts |                  |                  | Ted Tops         | Ted Tops         | Ted Tops | Ted Tops | Ted Tops    | Ted Tops    |             |             |             |             |
|               |               |               |               | Andromeda Zwarts | Andromeda Zwarts | Andromeda Zwarts | Andromeda Zwarts | Andromeda Zwarts | Andromeda Zwarts |                  |                  | Ted Tops         | Ted Tops         | Ted Tops | Ted Tops | Ted Tops    | Ted Tops    |             |             |             |             |
|               |               |               |               |                  |                  |                  |                  |                  |                  |                  |                  |                  |                  |          |          |             |             |             |             |             |             |
|               |               |               |               |                  |                  |                  |                  | Nymphadora Tops  | Nymphadora Tops  | Nymphadora Tops  | Nymphadora Tops  | Nymphadora Tops  | Nymphadora Tops  |          |          | Remus Lupos | Remus Lupos | Remus Lupos | Remus Lupos | Remus Lupos | Remus Lupos |
|               |               |               |               |                  |                  |                  |                  | Nymphadora Tops  | Nymphadora Tops  | Nymphadora Tops  | Nymphadora Tops  | Nymphadora Tops  | Nymphadora Tops  |          |          | Remus Lupos | Remus Lupos | Remus Lupos | Remus Lupos | Remus Lupos | Remus Lupos |
|               |               |               |               |                  |                  |                  |                  |                  |                  |                  |                  |                  |                  |          |          |             |             |             |             |             |             |
|               |               |               |               |                  |                  |                  |                  |                  |                  |                  |                  | Teddy Lupos      |                  |          |          |             |             |             |             |             |             |